# Femke Dekker
Femke Pauline (Femke) Dekker (Leiden, 11 juli 1979) is een Nederlands roeister. Ze vertegenwoordigde Nederland roeiend driemaal op de Olympische Spelen, stelde zich voor de Olympische Spelen van 2012 in Londen kandidaat voor de IOC Atletencommissie en roeide diverse internationale wedstrijden in verschillende roeidisciplines.

## Biografie
Dekker groeide op in een sportief gezin. Op 12-jarige leeftijd kwam ze door een buurjongen, die aan roeien deed, in aanraking met deze sport bij Die Leythe. Haar eerste succes behaalde ze in 1995 met het behalen van brons op het Junioren WK in de dubbel twee. Daarop volgde in 1996 het winnen van het WK junioren in de dubbel vier. Haar laatste jaar als junior behaalde ze een vijfde plaats in de skiff. In 1998 ging ze bij A.S.R. Nereus roeien en won ze een bronzen medaille bij de neo-senioren met de skiff.
In 2000 had Dekker haar olympische debuut op de Olympische Spelen van 2000 in Sydney in de twee zonder stuurvrouw. In de B-finale werd ze vierde in 7.27,22. Hiermee eindigde ze op een tiende plaats in het eindklassement. Het jaar daarop behaalde ze in de vrouwen vier zonder brons op het WK Senioren in Luzern. Daarna besloot ze de stap naar scullen te maken in de hoop de Olympische Spelen van Athene te bereiken.
Vier jaar later werd ze door de bondscoach uit de damesploeg gezet na een algemeen teleurstellend WK (2003) voor de gehele Nederlandse roei-equipe, waar geen enkele vrouwenboot kwalificatie voor de Olympische Spelen afdwong. De bondscoach liet Dekker niet meer toe tot de selectie van de vrouwenacht die later op de Olympische Spelen brons zou winnen. Maar op eigen kracht kwalificeerde Dekker zich dat jaar toch met de skiff voor de Olympische Spelen van Athene. Hier werd ze wederom tiende door in de B-finale vierde te worden in 7.39,15. In Leiden werd Dekker dat jaar verkozen tot sportvrouw van het jaar en ze kreeg de titel "roeister van het jaar". 
Op de Olympische Spelen van 2008 in Peking behaalde Dekker met de acht de zilveren medaille. Na de spelen gingen alleen Nienke Kingma en Dekker door met roeien, de rest van hun ploeggenoten stopte met roeien. Samen besloten Kingma en Dekker in de winter in de dames dubbeltwee het roeiseizoen te beginnen. Na de wereldbeker in Banyoles waar ze een 8ste plek behaalden besloot bondscoach Rene Mijnders alle dames op een hoop te gooien en te kijken hoe men er in het boordroeien internationaal voor staat. Dat resulteerde in een nieuwe formatie van een vrouwenacht. Bij de wereldbeker in Luzern mochten Kingma en Dekker zowel in de dames vier zonder starten, samen met Chantal Achterberg en Carline Bouw, als in de nieuwe vrouwenacht. Dat de vier beslag op goud legde was al een verrassing maar dat de nieuwe vrouwenacht met hun eerste optreden brons behaalde lag zeker niet in de verwachting van bondscoach Mijnders. Na dit succes was de weg naar de wereldkampioenschappen 2009 in Poznań vrij spel. Dit betekende een dubbelstart in de vier zonder stuurvrouw en acht met stuurvrouw. Dekker was slagvrouw van zowel de vier als de acht en behaalde de wereldtitel in de vier zonder en de dag erna behaalde zij met de vrouwenacht de bronzen medaille. Bij de Europese kampioenschappen 2010 in Portugal won het Nederlandse achttal een zilveren medaille. Bij de wereldkampioenschappen datzelfde jaar prolongeerde Dekker met dezelfde bemanning als het jaar ervoor de wereldtitel in de vier zonder, en met de vrouwenacht eindigde ze op de vijfde plaats in de finale.
Dekker woont in Amsterdam en is lid van roeivereniging ASR Nereus. Tevens is Dekker sinds 1 september 2006 actief lid van de Atletencommissie van de NOC/NSF en communicatiemedewerkster bij Politie Hollands Midden. In 2012 stelde ze zich kandidaat in samenwerking met NOC/NSF voor de Atletencommissie van het IOC. In 2013 beëindigde Dekker haar (internationale) roeicarrière. Ze is in 2013 voorzitter geworden van de Nederlandse Vereniging van Olympische Deelnemers (NVOD) door het stokje over te nemen van Ada Kok.

## Titels
- Nederlands kampioene (Skiff) - 2004, 2006
- Nederlands kampioene (Twee zonder stuurvrouw) - 2000
- Nederlands kampioene (Dubbel twee) - 2005, 2009
- Nederlands kampioene (Vier zonder stuurvrouw) - 2000, 2009, 2011
- Nederlands kampioene (Holland Acht met stuurvrouw) - 2002, 2004, 2005, 2006, 2009, 2010, 2011
- Wereldkampioene (vier zonder stuurvrouw) - 2009, 2010

## Palmares
| Jaar | Toernooi          | Plaats           | Klasse                 | Prestatie |
| ---- | ----------------- | ---------------- | ---------------------- | --------- |
| 1995 | JWK               | Poznan           | Dubbel twee            | Brons     |
| 1996 | JWK               | Strathclyde      | Dubbel vier            | Goud      |
| 1997 | JWK               | Hazewinkel       | Skiff                  | 5e        |
| 1998 | WU23              | Ioannina         | Skiff                  | Brons     |
| 1999 | WU23              | Onbekend         | Dubbel twee            | 7e        |
| 2000 | Olympische Spelen | Sydney           | Twee zonder stuurvrouw | 10e       |
| 2001 | WK                | Luzern           | Vier zonder stuurvrouw | Brons     |
| 2001 | WK                | Luzern           | Acht met stuurvrouw    | 8e        |
| 2002 | WK                | Sevilla          | Dubbel vier            | 8e        |
| 2003 | WK                | Milaan           | Dubbel twee            | 12e       |
| 2004 | Wereldbeker       | München          | Skiff                  | Brons     |
| 2004 | Olympische Spelen | Athene           | Skiff                  | 10e       |
| 2005 | Wereldbeker       | München          | Acht met stuurvrouw    | Zilver    |
| 2005 | Wereldbeker       | Luzern           | Acht met stuurvrouw    | Zilver    |
| 2005 | WK                | Gifu             | Acht met stuurvrouw    | Brons     |
| 2006 | Wereldbeker       | München          | Acht met stuurvrouw    | 4e        |
| 2006 | Wereldbeker       | Luzern           | Acht met stuurvrouw    | 6e        |
| 2006 | WK                | Eton             | Vier zonder stuurvrouw | 5e        |
| 2007 | Wereldbeker       | Linz             | Acht met stuurvrouw    | Brons     |
| 2007 | Wereldbeker       | Amsterdam        | Acht met stuurvrouw    | Goud      |
| 2007 | Wereldbeker       | Luzern           | Acht met stuurvrouw    | Brons     |
| 2007 | WK                | München          | Acht met stuurvrouw    | 7e        |
| 2008 | Wereldbeker       | München          | Acht met stuurvrouw    | 4e        |
| 2008 | Wereldbeker       | Luzern           | Acht met stuurvrouw    | 4e        |
| 2008 | Olympische Spelen | Peking           | Acht met stuurvrouw    | Zilver    |
| 2009 | Wereldbeker       | Luzern           | Vier zonder stuurvrouw | Goud      |
| 2009 | Wereldbeker       | Luzern           | Acht met stuurvrouw    | Brons     |
| 2009 | WK                | Poznan           | Vier zonder stuurvrouw | Goud      |
| 2009 | WK                | Poznan           | Acht met stuurvrouw    | Brons     |
| 2010 | Wereldbeker I     | Bled             | Acht met stuurvrouw    | 2         |
| 2010 | Wereldbeker III   | Luzern           | Acht met stuurvrouw    | 4         |
| 2010 | EK                | Montemor-o-Velho | Acht met stuurvrouw    | Zilver    |
| 2010 | WK                | Karapiro Lake    | Vier zonder stuurvrouw | Goud      |
| 2010 | WK                | Karapiro Lake    | Acht met stuurvrouw    | 5e        |
| 2011 | Wereldbeker III   | Luzern           | Skiff                  | 18e       |
| 2011 | WK                | Bled             | Vier zonder stuurvrouw | Brons     |
| 2011 | WK                | Bled             | Acht met stuurvrouw    | 5e        |
| 2012 | EK                | Varese           | Dubbel vier            | 6e        |

Femke Dekker · 
Marloes Bolman
Femke Dekker · 
Annemiek de Haan · 
Nienke Kingma · 
Roline Repelaer van Driel · 
Annemarieke van Rumpt · 
Sarah Siegelaar · 
Marlies Smulders · 
Helen Tanger · 
Ester Workel (stuurvrouw)
- Gemeinsame Normdatei: 1127759078
- Virtual International Authority File: 2337148997633759870002